# جینو برامیری
جینو برامیری (ایتالیایی: Gino Bramieri؛ ‏ تلفظ ایتالیایی: [ˈdʒi:no braˈmjɛ:ri]؛ ۲۱ ژوئن ۱۹۲۸ – ۱۸ ژوئن ۱۹۹۶) بازیگر اهل ایتالیا بود.
از فیلم‌ها یا مجموعه‌های تلویزیونی که وی در آن‌ها نقش داشته است، می‌توان به ریتا پشه، نونو فلیچه و مرد لاتینو… تحت تعقیب،  اشاره نمود.